# Tall Tawil
Tall Tail (arab. تل طويل) – wieś w Syrii, w muhafazie Al-Hasaka. W 2004 roku liczyła 669 mieszkańców.